# Marcel Lomnický
Marcel Lomnický (né le 6 juillet 1987 à Nitra) est un athlète slovaque spécialiste du lancer du marteau.

## Carrière
Le 10 juillet 2016, Lomincky se classe 5e des Championnats d'Europe d'Amsterdam avec un jet à 75,84 m, loin du podium (77,53 m pour le bronze).

## Palmarès
| Date | Compétition                          | Lieu           | Résultat | Marque  |
| ---- | ------------------------------------ | -------------- | -------- | ------- |
| 2006 | Championnats du monde juniors        | Pékin          | 3e       | 77,06 m |
| 2007 | Championnats d’Europe espoirs        | Debrecen       | 3e       | 72,17 m |
| 2009 | Championnats d’Europe espoirs        | Kaunas         | 6e       | 70,59 m |
| 2009 | Universiade                          | Belgrade       | 8e       | 70,37 m |
| 2011 | Universiade                          | Shenzhen       | 2e       | 73,90 m |
| 2012 | Championnats d'Europe                | Helsinki       | 11e      | 73,41 m |
| 2013 | Universiade                          | Kazan          | 2e       | 78,73 m |
| 2013 | Championnats du monde                | Moscou         | 8e       | 77,57 m |
| 2014 | Championnats d'Europe                | Zürich         | 7e       | 76,89 m |
| 2015 | Jeux européens                       | Bakou          | 1re      | 75,41 m |
| 2015 | Championnats du monde                | Pékin          | 8e       | 75,79 m |
| 2016 | Championnats d'Europe                | Amsterdam      | 5e       | 75,84 m |
| 2016 | Jeux olympiques                      | Rio de Janeiro | 5e       | 75,97 m |
| 2017 | Championnats d'Europe par équipes    | Tel Aviv       | 2e       | 73,26 m |
| 2018 | Coupe d'Europe hivernale des lancers | Leiria         | 2e       | 75,97 m |
| 2018 | Championnats d'Europe                | Berlin         | 11e      | 72,74 m |
| 2019 | Championnats d'Europe par équipes    | Sandnes        | 5e       | 71,99 m |

## Records
| Épreuve           | Performance | Lieu       | Date        |
| ----------------- | ----------- | ---------- | ----------- |
| Lancer du marteau | 79,16 m     | Nové Zámky | 2 août 2014 |